# رمزی صالح
رمزی صالح (عربی: رمزي صالح؛ زادهٔ ۸ اوت ۱۹۸۰) یک بازیکن فوتبال، و دروازه‌بان اهل فلسطین است.
او همچنین در تیم ملی فوتبال فلسطین بازی کرده و سابقهٔ بیش از ۱۰۷ بازی ملی را در کارنامه دارد. رمزی صالح رکورددار تعداد بازی ملی در تیم ملی فلسطین است.